# 馬格達拉屋的瑪利亞
《馬格達拉屋的瑪利亞》（日语：まぐだら屋のマリア），日本小說家原田舞葉創作的長篇小說，2011年7月26日由幻冬舍出版單行本，2014年2月6日發行文庫本。
2025年1月17日，日本NHK電視台宣布翻拍為兩集前後夜之特別劇，2025年3月29日播出。

## 故事大綱
拋棄故鄉母親、拋棄了後輩，捲入神樂坂老舗料亭「吟遊」倒閉事件的及川紫紋，失去活下去的勇氣，茫然中來到了名為「盡果」的公車站，想尋找適合自我了斷的地點。
紫紋看見路邊一家名為「馬格達拉屋」的小食堂，此食堂坐落於懸崖邊，看起來搖搖欲墜，但食堂卻飄出了濃郁的鰹魚湯香味。紫紋循著香味走進食堂，在食堂只見到一位年約30幾歲的女廚師，人稱「瑪利亞」的女性在忙碌著，這位廚師沒有無名指。紫紋點了一份定食，卻忘記自己沒有現金可支付餐費，於是提出在食堂幫忙的要求。瑪利亞得知紫紋有廚師身分後，因店內只有一位人手，於是同意此要求，並提供了紫紋睡覺的地方。藉著瑪利亞的廚藝和關心，以及與食堂顧客們的互動，紫紋逐漸回到生活正軌。
與此同時，紫紋去見食堂的女老闆桐江，一位被稱為「女將」的老婦人。桐江表示做為僱用他的條件，對紫紋提出了「絕對不能愛上瑪利亞」的要求……。

## 登場人物
- 有馬りあ：人稱「瑪利亞」，地塩村海岸邊懸崖上無網路、無電視的小食堂「馬格達拉屋」的34歲女店長。負責食堂主要事務，對當地村民食客而言是個療癒般的存在。沒有左手無名指，謎一般的女子
- 及川紫紋：東京神樂坂老舗料亭「吟遊」的25歲板前修業廚師。因某事件失去活下去的勇氣。被有瑪利亞收留，在店內工作
- 桐江子：被瑪利亞女稱呼「女將」的食堂女主人，憎恨瑪利亞。出身於代代統領著地塩村一帶的桐江家
- 与羽：某天突然出現在食堂附近的中年男子。沒有左手無名指。17年前是東京某高中的數學老師
- 杏奈：与羽妻子，有個五歲女兒花南。因受到打擊而做出無法挽回的事
- 住吉克夫：地塩村代代從事捕魚的漁夫，食堂常客。少數知道瑪利亞過去的村民
- 丸狐：倒在「盡果」的19歲外地年輕人，被紫紋所救。有著不為人知的過去
- 淺川悠太：紫紋在「吟遊」的後輩。出身貧困村落，因遭遇某事件而精神崩潰
- 早乙女晴香：「吟遊」女店員，紫紋暗戀的對象。與悠太交往後又與讓二有著不正常關係
- 前田讓二：「吟遊」的廚師前輩
- 宮前登紀子：「吟遊」的掌權人。有絕對話語權，曾因個人喜好而解雇員工
- 宮本靜子：登紀子的家政婦。因紫紋與自己兒子長相相似而極為在意紫紋

## 電視劇
《馬格達拉屋的瑪利亞》，2025年3月29日於日本NHK BS Premium 4K播出的兩集特別劇，改編自原田舞葉的同名長篇小說，由尾野真千子與藤原季節雙主演。

### 劇情大綱
抱著後悔與自暴自棄心情的及川紫紋（藤原季節 飾），欲尋找終結人生的地點，不知不覺中來到了名為「盡果」的郊外地帶。郊外的懸崖邊，佇立著一間小食堂「馬格達拉屋」。紫紋被食堂飄出的香味吸引，走進食堂後看見一位看似是女店長的人在忙碌著，女店長脖子上的傷疤若隱若現。紫紋向人稱「瑪利亞」的女店長有馬りあ（尾野真千子 飾）點了一套熱騰騰的套餐，吃完後又忍不住續了一份……。紫紋萌生起在這家食堂工作的念頭。
當紫紋遇到了瑪利亞、女老闆怜子（岩下志麻 飾）、漁夫克夫（田中隆三 飾），以及和他一樣在尋找死亡之地的年輕人丸狐（坂東龍汰 飾）時，紫紋重拾了活下去的勇氣。
某天，瑪利亞突然從「馬格達拉屋」消失了……。雖然瑪利亞每天帶著微笑經營食堂，但瑪利亞擁有紫紋所不知道的祕密。

### 登場人物
- 有馬りあ：尾野真千子（高中時期：川口真奈）

姓名唸法「Arima Ria」，為回文，村民取其姓名中的「ma Ria」稱其為「瑪利亞」。負責食堂「馬格達拉屋」主要工作，脖子上有傷疤。待客親切，為當地村民口中療癒的存在，有著壯烈的過往
- 及川紫紋：藤原季節

東京老舗料亭「銀華」的板前修業料理人。因某事件有了尋死的念頭。被瑪利亞僱用，在食堂幫忙
- 淺川悠太：坂東龍汰[4]

「銀華」的料理人，崇拜及川紫紋的後輩。因店內發生的醜聞事件而精神崩潰
- 早乙女晴香：大原梓（日语：大原梓）

「銀華」的店員
- 湯田真：近藤公園（日语：近藤公園）

「銀華」的料理長。對老闆娘順從，對下屬嚴厲。常對悠太發脾氣
- 宮前登紀子：增子倭文江（日语：増子倭文江）

「銀華」的老闆娘，對店員嚴厲
- 丸狐貴洋：坂東龍汰

倒在「馬格達拉屋」前的年輕人，被紫紋所救。長相酷似悠太
- 丸狐由美：中島博子（日语：中島ひろ子）

丸狐貴洋的母親
- 与羽誠一：齊藤陽一郎（日语：斉藤陽一郎）

瑪利亞的高中老師。某天突然出現在「盡果」
- 杏奈：前田亞季

与羽的妻子。因某事件遭受打擊
- 紘子：中嶋朋子

紫紋的母親。牽掛著紫紋
- 有馬りあ的母親：馬淵英俚可（日语：馬渕英俚可）
- 立浪：尾美利德

桐江子的主治醫生
- 住吉克夫：田中隆三（日语：田中隆三 (俳優)）

當地漁夫，知道瑪利亞的過去，默默支持著瑪利亞
- 桐江子：岩下志麻[5]

「馬格達拉屋」老闆，人稱「女將」。當地知名的桐江家女主人，因某事件而患病。看似憎恨著瑪利亞

## 外部連結
- 小說官網
- NHK官方網站
- NHK官方BLOG